# Eloeophila bicolorata
Eloeophila bicolorata är en tvåvingeart som först beskrevs av Alexander 1958.  Eloeophila bicolorata ingår i släktet Eloeophila och familjen småharkrankar.
Artens utbredningsområde är Nepal. Inga underarter finns listade i Catalogue of Life.